# Санта-Терезинья (Пернамбуку)
Санта-Терезинья (порт. Santa Terezinha) — муниципалитет в Бразилии, входит в штат Пернамбуку. Составная часть мезорегиона Сертан штата Пернамбуку. Входит в экономико-статистический микрорегион Пажеу. Население составляет 10 509 человек на 2004 год. Занимает площадь 196 км². Плотность населения — 53,61 чел./км².
Покровителем города считается Святая Терезинья.

## История
Город основан 1 января 1963 года.

## Статистика
- Валовой внутренний продукт на 2005 год составляет 24 853 млн реалов (данные: Бразильский институт географии и статистики).
- Валовой внутренний продукт на душу населения на 2005 год составляет 2352 реала (данные: Бразильский институт географии и статистики).
- Индекс развития человеческого потенциала на 2000 год составляет 0,602 (данные: Программа развития ООН).

## География
Климат местности: тропический.